# Maisie (gruppo musicale)
I Maisie sono un gruppo musicale art rock italiano nato nel 1994 a Messina.
Il nome del gruppo rimanda al titolo dell'omonima canzone di Syd Barrett, contenuta nell'album Barrett.

## Storia
La band prende vita da un'idea di Alberto Scotti e di Cinzia La Fauci. Il primo demo dal titolo Marguerite Saqui viene pubblicato dalla tape label Snowdonia, all'epoca gestita da Marco Pustianaz.
Alcuni loro brani sono apparsi in due compilation Orchestre meccaniche italiane e Sbim e Sbam.
L'esordio discografico ufficiale risale al 1998 con Maisie and the Incredible Strange Choir of Paracuwaii. L'album contiene brani autografi del gruppo e riletture degli stessi brani da parte di musicisti amici.
Nel 2001 esce Do You Still Remember When You Have Found Your IUD in My Nostril?. La propensione no wave del gruppo si radicalizza dando vita a 24 canzoni volutamente stonate, sgraziate, monche, sbilenche, spesso urlate o biascicate, eppure con un loro cuore "pop". Pare che la maggior parte delle canzoni siano state suonate con chitarre e basso mancanti di una o più corde. Il risultato finale ricorda molto da vicino gli esperimenti più radicali di band come Residents e Half Japanese. Il 2002 è l'anno della pubblicazione di Music Is a Fish Defrosted with a Hair-Dryer. Il disco è un cocktail di lounge, jazz, canzoncine circensi e avanguardia. In questo caso i Maisie si presentano in veste di compositori, affidando l'esecuzione delle partiture al polistrumentista e cantante francese Falter Bramnk, all'amico Jacopo Andreini ai tedeschi Daisy Cooper.
È del 2003 la pubblicazione di Bacharach for President, Bruno Maderna Superstar!, disco più tradizionale dei precedenti, composto da bizzarre canzoncine pop e dove compare come ospite in due brani il trombettista Roy Paci. L'interesse nei confronti della band cresce anche a livello internazionale, tanto che la label statunitense Acidsoxx realizza una versione americana dell'album. Nel 2005 esce Morte a 33 giri, con una formazione a cinque elementi segna il passaggio dall'uso della lingua inglese all'italiano. Il cantautore Bugo è presente in qualità di ospite in due brani: Sottosopra e Finché la borsa va lasciala andare.
Nel 2009, dopo quattro anni di lavoro, la band torna con l'album doppio dal titolo Balera metropolitana. Tra gli ospiti presenti: la jazzista e polistrumentista americana Amy Denio e i cantautori Flavio Giurato e Mario Castelnuovo. 
Un nuovo album, dal titolo Maledette Rockstar, è uscito nel gennaio 2018 ed è stato disco del mese e disco dell'anno per numerose riviste musicali: Blow up, Backstreet di Buscadero et cetera.  
- 2020: Maisie - Maledette Rockstar: miglior disco progressive degli ultimi 20 anni per ROLLING STONE e tra i 50 classici da scoprire degli anni '20 per RUMORE

Sono da citare i Maisie, con i loro dischi eletti da numerose prestigiose riviste musicali disco del mese e disco dell'anno: Morte a 33 giri, Balera metropolitana, Dal diario di Luigi La Rocca, cittadino e Maledette Rockstar, album che è stato anche messo al primo posto della Top Ten dei migliori dischi progressive degli ultimi 20 anni Fabio Zuffanti, https://www.rollingstone.it/musica/classifiche-liste-musica/i-10-migliori-dischi-di-gruppi-prog-italiani-usciti-negli-ultimi-20-anni/533135/ ed è stato inserito da Rumore (rivista) come uno dei 50 classici da scoprire degli ultimi 20 anni. (^ Volumetto Allegato "Italia sotterranea Classici da scoprire anni zero e 10 a cura di Diego Ballani - supplemento al numero 342-343, Luglio / Agosto 2020")
- 2018: Due cantanti di Snowdonia inserite nella lista delle migliori cantanti italiane emerse dopo il 2000 per Onda rock

Nel 2018, dopo l’uscita del disco Maledette Rockstar, due delle tre cantanti dei Maisie, Cinzia La Fauci e Carmen D’Onofrio, sono state inserite da Ondarock nella prestigiosa selezione  ovvero "Una panoramica sulle migliori cantanti italiane emerse dopo il 2000".https://www.ondarock.it/speciali/rockinonda_millennials-cantantiitalianepost2000.htm
A gennaio del 2022 pubblicano il loro nuovo doppio album, dal titolo 2013-2021 Dal diario di Luigi La Rocca, cittadino. Cronaca di un viaggio troppo allucinante dalla tenebra della barbarie alla luce troppo meravigliosa della civiltà.

## Formazione

### Formazione attuale
- Alberto Scotti - programmazione, sintetizzatori
- Cinzia La Fauci - voce, cori
- Riccardo Lolli - voce, cori, programmazione, sintetizzatori
- Walter Sguazzin - basso
- Vittorio Bonadei  - batteria
- Cristiano Lo Mele - chitarre, mandolino
- Edson Zuccolin - sax
- Tommy Fusco - basso, contrabbasso
- Max Caronia - chitarre
- Bruno Ghislandi - chitarre, armonica

### Ex componenti
- Alessandro Calzavara - tastiere, chitarra (1995)
- Pierluca Marzo - basso, chitarra (1995-1996)
- Danilo La Fauci - chitarra (1995-1997)
- Paolo Messere - tastiere, chitarra (2004-2005)
- Carmen D'Onofrio - voce
- Serena Tringali - voce
- Michele Alessi - chitarra, ukulele
- Luigi Porto - programmazione, sintetizzatori
- Donato Epiro - flauto, chitarra, sintetizzatori, basso, banjo
- Francesco Bosa - programmazione, sintetizzatori, chitarra
- Massimo Palermo - batteria

### Formazione dal vivo
Tour "Morte a 33 giri" + "Balera metropolitana"
- Cinzia La Fauci - voce, strumenti giocattolo, radio
- Michele Alessi - chitarra
- Luigi Porto - basi elettroniche - tastiere

Tour "Balera metropolitana"
- Cinzia La Fauci - voce, strumenti giocattolo, radio
- Michele Alessi - chitarra
- Ignazio Nisticò - basso
- Massimo Palermo - batteria
- Luigi Porto - programmazione, sintetizzatori

Tour "Maledette Rockstar"
- Cinzia La Fauci - voce
- Andrea Corti - basso
- Sebastiano Danelli - batteria
- Michele Sambrici - chitarra, tastiera, voce
- Paolo Tognazzi - tastiere
- Andrea Turrini - chitarra, voce

Dal Tour di "Diario di Luigi La Rocca" a oggi
- Cinzia La Fauci - voce
- Vittorio Bonadei - batteria, cori
- Max Caronia - chitarra
- Bruno Ghislandi - chitarre, armonica a bocca e cori (in precedenza, Lab - chitarra e voce)
- Tommy Fusco - basso

## Discografia

### Album in studio
- 1998 - Maisie and the Incredible Strange Choir of Paracuwaii (Snowdonia Dischi/Bs5)
- 2001 - Do you still remember when you found your iud in my nostril? (Snowdonia Dischi/Mizmaze/Bs5)
- 2002 - Music is a fish defrosted with a Hair-Dryer (Snowdonia Dischi/Mizmaze)
- 2003 - Bacharach for president, Bruno Maderna Superstar! (Snowdonia Dischi/Acidsoxx/Perdurabo)
- 2005 - Morte a 33 giri (Snowdonia Dischi/Seahorse Recordings)
- 2009 - Balera metropolitana (Snowdonia Dischi/Bluscuro/Spoot Music)
- 2018 - Maledette Rockstar (Snowdonia Dischi/La Zona)
- 2022 - 2013-2021 Dal diario di Luigi La Rocca, cittadino. Cronaca di un viaggio troppo allucinante dalla tenebra della barbarie alla luce troppo meravigliosa della civiltà (Snowdonia Dischi)